# Michael Balter
Michael Balter er en amerikansk journalist, der har skrevet om videnskabelige emner blandt andet om de ældste civilisationer i stenalderen.
Han har skrevet indtil flere artikler i tidsskriftet Science og udgivet en bog om de arkæologiske udgravninger ved stenalderbosættelsen Çatalhöyük.

## Ekstern henvisning
- Michael Balters hjemmeside